# Huiwen
Cette page contient des caractères spéciaux ou non latins. S’ils s’affichent mal (▯, ?, etc.), consultez la page d’aide Unicode.
Huiwen 慧文 est considéré comme le premier patriarche de l'École bouddhique chinoise Tiantai, mais le deuxième si l'on suit la généalogie traditionnelle de l'École qui voit en Nagarjuna son premier ancêtre.
De Huiwen on connaît très peu de choses, pas même les dates de sa naissance et de sa mort. Il serait né dans une famille Gao (高) de la région de l'actuel Bohai, Shandong, sous la dynastie Qi du Nord qui régna sur la Chine du Nord-Est entre 550 et 577.
En raison de la pauvreté des sources le concernant, on peut surtout savoir comment sa pensée a été élaborée et mise en pratique par son disciple et deuxième patriarche de Tiantai, Huisi 慧思 (515-577).
En étudiant les Stances du milieu (ch. zhong lun 中論 ; ja. Chû Ron) et le Traité de la Grande Perfection de Sagesse (ch, dazhidu lun 大品般若經 ; ja. Daichi-do Ron) de Nagarjuna, il aurait établi la pratique connue comme la Triple contemplation en un esprit unique caractéristique de Tiantai, qui permet d'atteindre l'éveil.